# Prinzessin Aline und die Groblins
Prinzessin Aline und die Groblins (Originaltitel: The Princess and the Goblin; ungarischer Titel: A hercegnő és a kobold) ist ein Zeichentrickfilm des Regisseurs József Gémes aus dem Jahr 1991. Die britisch-ungarisch-japanische Co-Produktion basiert auf dem einflussreichen Fantasy-Roman Die Prinzessin und der Kobold von George MacDonald aus dem Jahr 1872.

## Handlung
Prinzessin Aline lebt in einem Schloss in den Bergen, wo sie die meiste Zeit mit ihrem Kindermädchen Lotti verbringt. Eines Tages wird sie im Wald von furchteinflößenden Kreaturen verfolgt und der Bergmannsjunge Curdie rettet sie mit seinem Gesang. Zurück im Schloss macht Aline Bekanntschaft mit ihrer geheimnisvollen Ururgroßmutter, die im obersten Turm an einem Spinnrad sitzt und ihr im Lauf der Handlung mehrmals behilflich ist. Als Curdie von den fiesen Groblins (Kobolden) gefangen genommen wird, eilt Aline ihm mit einem magischen Faden zu Hilfe. Die Groblins brechen daraufhin ins Schloss ein und versuchen, die Prinzessin zu entführen. Als der Plan fehlschlägt, ziehen sie sich in ihre Höhlen zurück und fluten das Schloss, fallen schließlich aber selbst den Wassermassen zum Opfer.

## Produktion

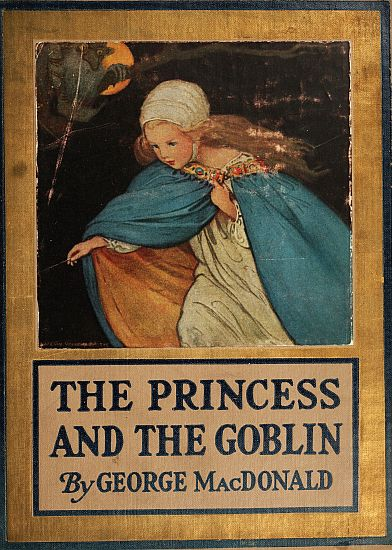
Cover der Romanvorlage aus dem Jahr 1920

Produzent und Drehbuchautor Robin Lyons wandte sich für dieses Vorhaben an den ungarischen Regisseur József Gémes, der vor allem für seinen historischen Zeichentrickfilm Daliás idők aus dem Jahr 1983 bekannt war. The Princess and the Goblin entstand mit einem Budget von 10 Millionen US-Dollar als Co-Produktion zwischen dem ungarischen Pannonia Filmstudio, Lyons Siriol Films und dem walisischen Fernsehsender S4C sowie dem japanischen Sender NHK. Ein Großteil der Animation wurde von Siriol in Cardiff umgesetzt, womit der Film zum ersten Zeichentrickfilm aus Wales wurde. Zudem konnten für die Synchronisation einige namhafte britische Schauspieler gewonnen werden, darunter Roy Kinnear, der bereits drei Jahre vor Veröffentlichung des Films verstarb.
Lyons blieb beim Drehbuch weitgehend der knapp 120 Jahre alten Romanvorlage des schottischen Autors George MacDonald treu. Dennoch bestehen einige kleinere Handlungsunterschiede zur Vorlage. So ist den Leuten am Königshof – anders als im Buch – die Existenz der Kobolde zunächst nicht bekannt. Außerdem trifft die Prinzessin ihre Ururgroßmutter erst, nachdem sie von Curdie und den Kobolden weiß und hat zu keiner Zeit Kontakt zu den Bergleuten. Darüber hinaus leistet ihr ein Stubenkater namens Turnip (in der deutschen Synchronfassung Robin) Gesellschaft. Aus dem Koboldprinzen Harelip (Hasenscharte) wurde Prinz Froglip (Froschlippe) und die Prinzessin Irene trägt in der deutschen Synchronversion den Namen Aline. Der Ausdruck „Groblin“, der ebenfalls nur in der deutschen Version gebraucht wird, ist eine Wortneuschöpfung aus dem englischen Goblin und dem deutschen Adjektiv „grob“.

## Synchronisation
| Rolle             | Originalsprecher | Deutscher Sprecher |
| ----------------- | ---------------- | ------------------ |
| Prinzessin Aline  | Sally Ann Marsh  | Katja Primel       |
| König Papa        | Joss Ackland     | Randolf Kronberg   |
| Curdie            | Peter Murray     | Daniel Brühl       |
| Curdies Vater     | William Hootkins | Martin Keßler      |
| Lotti             | Mollie Sugden    | Brigitte Mira      |
| Ururgroßmutter    | Claire Bloom     | Anja Kruse         |
| Koboldkönig       | Robin Lyons      | Elmar Brandt       |
| Koboldkönigin     | Peggy Mount      | Beate Hasenau      |
| Prinz Froschlippe | Rik Mayall       | Detlef Bierstedt   |
| Mump              | Roy Kinnear      | Renier Baaken      |
| Glump             | Victor Spinetti  | Karlheinz Tafel    |
| Groblin mit Hund  | Robin Lyons      | Til Schweiger      |
| Dünner Soldat     | Stephen Lyons    | Manfred Lehmann    |
| Dicker Soldat     | Robin Lyons      | Crock Krumbiegel   |
| Curdies Mutter    | Maxine Howe      | Michaela Kametz    |

## Rezeption
Der Film feierte am 20. Dezember 1991 in Ungarn Premiere. Im Vereinigten Königreich lief er erstmals ein Jahr später in den Kinosälen und ab 23. September 1993 auch in Deutschland. Bärbel Schnell schrieb in der Kinder- und Jugendfilmkorrespondenz, das Märchen wirke in seiner Mischung aus „schriller Komik und pastellfarbigen Pathos“ zwiespältig. Die Animation sei zwar manchmal „holprig, aber stilistisch eigenständig – und immer dann am besten gelungen, wenn sie in die Welt der Kobolde abtaucht“. Sie bemängelte, dass sich das Drehbuch nicht mehr auf seine phantasievollen Gestalten verlasse und bezeichnete den zusätzlichen Handlungsfaden mit der Großmutter-Figur als „überflüssige Holzhammer-Pädagogik“. Lobend erwähnte sie, dass die Zeichner sich nicht am Disney-Standard orientiert hätten. So sei die Titelfigur kein „wohlgeformtes Schneewittchen“, sondern ein rothaariger, „angelsächsischer Fratz“.
Der Filmverleih Hemdale Communications brachte den Film im Juni 1994 in knapp 800 US-amerikanische Kinos. Dort spielte The Princess and the Goblin 2,1 Millionen Dollar ein, davon 450.000 am Eröffnungswochenende, und blieb damit weit hinter den Erwartungen zurück. Gegen den übermächtigen König der Löwen, der nur wenig später startete, konnte sich der Film an den Kinokassen nicht behaupten. Dazu erhielt er überwiegend negative Rezensionen. Kritiker bemängelten neben dem Drehbuch vor allem eindimensionale Figuren und unterdurchschnittliche Animation. Derek Elley schrieb in der Variety, Aussehen und Farbgebung seien zwar solide, ein Mangel an Details und Inbetweens führe jedoch zu ruckartigen Bewegungen. Die Charaktere seien laut Charles Solomon von der Los Angeles Times nicht interessant genug, um die Aufmerksamkeit des Publikums zu halten. Distributor Hemdale versuchte verzweifelt, die Leute ins Kino zu locken und bat namhafte Kritiker, den Film gemeinsam mit ihren Kindern anzusehen. So wurde etwa die Meinung der Tochter von Michael Medved („I absolutely loved it!“) in Zeitungsinseraten abgedruckt.
In einer retrospektiven Kritik für seinen Animated Movie Guide vergab Jerry Beck 2005 zwei von vier Sternen. Er befand, der Film würde trotz erstklassigen Regisseurs und bezaubernder Mittelaltergeschichte sein Potenzial nicht ausschöpfen. Die ungleichmäßige, steife Technik und die einfallslose Erzählung resultierten in einem faden, unbefriedigenden Film für alle außer die jüngsten Zuschauer.
Trotz allem konnte der Film auch drei Preise gewinnen. So wurde er mit dem Award of Excellence des Film Advisory Boards und dem Dove Seal of Approval der Dove Foundation – jeweils für Familienfreundlichkeit – ausgezeichnet und gewann den Preis für den besten Kinderfilm im Rahmen des Fort Lauderdale International Film Festivals.